# Discalma observata
Discalma observata är en fjärilsart som beskrevs av Walker 1861. Discalma observata ingår i släktet Discalma och familjen mätare. Inga underarter finns listade i Catalogue of Life.